# Stilbonema brevicolle
Stilbonema brevicolle är en rundmaskart som beskrevs av Nathan Augustus Cobb 1920. Stilbonema brevicolle ingår i släktet Stilbonema och familjen Desmodoridae. Inga underarter finns listade i Catalogue of Life.